# Ochrolechiaceae
Famille
Les Ochrolechiaceae sont une petite famille de champignons ascomycètes ne comportant qu'une trentaine d'espèces de lichens encroûtants, associés à des algues vertes du groupe des chlorococcales. Ils abondent surtout dans les régions froides et tempérées et sont rares dans les zones tropicales. La famille n'a que tardivement été séparée de celle des Pertusariaceae, dont elle reste proche.

## Liste des genres
Selon Myconet :
- Ochrolechia
- Varicellaria